# Lorraine Bracco
Lorraine Bracco (Nova Iorque, 2 de outubro de 1954) é uma atriz norte-americana.

## Vida
Nascida no Brooklyn, Nova Iorque, é filha de pai ítalo-americano e mãe inglesa.
Foi modelo da Wilhelmina Models na França onde também trabalhou em comerciais, rádio e posteriormente em filmes.
Ganhou notoriedade em 1990 quando atuou em Goodfellas, trabalho pelo qual recebeu uma indicação ao Oscar de melhor atriz coadjuvante.
Integrou a série de televisão The Sopranos. A princípio, durante os testes de elenco, o criador do seriado David Chase a escalou para ser Carmela Soprano. Porém, Bracco preferiu o papel da psiquiatra Jennifer Melfi. Neste trabalho recebeu dois prêmios SAG de melhor elenco de série dramática.

## Vida pessoal
Bracco foi casada três vezes: Daniel Guerard, Harvey Keitel e Edward James Olmos. O processo pela custódia da filha com Keitel a levou a decretar falência em junho de 1999. Recuperou-se graças ao sucesso em The Sopranos. Escreveu o livro autobiográfico On the Couch em 2006.

## Filmografia selecionada
- Duos sur canapé (1979) - Bubble
- What Did I Ever Do to the Good Lord to Deserve a Wife Who Drinks in Cafes with Men? (1980) - Barbara
- Fais gaffe à la gaffe! (1981) - Margaux
- Un complicato intrigo di donne, vicoli e delitti (1985) - (uncredited)
- Someone to Watch Over Me (1987) - Ellie Keegan
- The Pick-up Artist (1987) - Carla
- Up to Date (1989) - Sheila
- Sing (1989) - Miss Lombardo
- The Dream Team (1989) - Riley
- Goodfellas (1990) - Karen Hill
- Switch (1991) - Sheila Faxton
- Talent for the Game (1991) - Bobbie
- Medicine Man (1992) - Dr. Rae Crane
- Radio Flyer (1992) - Mary
- Traces of Red (1992) - Ellen
- Even Cowgirls Get the Blues (1993) - Delores Del Ruby
- Getting Gotti (1994) - Diane Giacalone
- Hackers (1995) - Margo
- The Basketball Diaries (1995) - Sra. Carroll
- The Liars (1996)
- The Sopranos (1999-2007) - Dra. Jennifer Melfi (TV)
- Riding in Cars with Boys (2001) - Sra. Teresa Donofrio
- My Suicidal Sweetheart (2005) - Sheila
- Snowglobe (2007) - Rose
- Son of Mourning (2009) - Leda
- Rizzoli & Isles (2010-2016) - Angela Rizzoli